# Geza Mattachich
Geza Mattachich, également connu sous le nom de Geza Mattachich-Kéglévich, né à Rakovec Tomaševečki, municipalité de Klanjec, dans le comitat de Krapina-Zagorje, actuellement en Croatie, le 19 décembre 1867 et mort à Paris le 29 septembre 1923, est un aristocrate et officier croate essentiellement connu pour sa liaison avec Louise de Belgique, fille de Léopold II roi des Belges.

## Biographie
Geza Mattachich (en croate Gejza Matačić), né en 1867, est le fils cadet de Lazar Mattachich (Matačić) qui exerçait la fonction de commissaire d'arrondissement et vivait, en ménage à trois, avec sa femme Ana Kučtić et le comte Oskar Keglevich. Geza et son frère aîné Bela (1865-1916) sont encore enfants lorsque leur mère quitte le foyer conjugal, accompagnée par Keglevich et ses deux fils qui s'installent tous les quatre au château de Lobor, au nord d'Agram (aujourd'hui Zagreb). Après la mort de Lazar, sa veuve épouse son amant Keglevich. En 1877, Geza est envoyé au collège, il réussit ensuite un examen lui accordant le rang d'officier. Il sert dans le Régiment impérial et royal des uhlans. Dès son jeune âge, il est réputé pour mener un train de vie dispendieux.
En mai 1895, Geza rencontre, au Prater de Vienne la princesse Louise de Belgique, épouse de Philippe de Saxe-Cobourg. Louise, dont le mariage est délétère, souhaite qu'il lui donne des leçons d'équitation. Au printemps 1896, Mattachich devient directeur des écuries de Louise qui le mandate également afin de gérer ses finances. Leur liaison est vite connue et l'empereur François-Joseph convoque Louise à la cour. L'empereur lui rappelle qu'elle a un mari, lui conseille de voyager et de s'abstenir de paraître au prochain bal de la cour.
La liaison de Louise est connue de l'Europe entière. En 1898, Philippe de Saxe-Cobourg provoque en duel Geza Mattachich, afin de laver son honneur de mari trompé. Épargné par son adversaire, Philippe ne recueille qu'une blessure légère. À l'issue du duel, Mattachich rejoint Louise à Nice. Leur liaison se poursuit. La même année, Geza est adopté par son beau-père, Oscar Keglevich.
En 1898, décidé à mettre un terme à la liaison de sa femme Philippe parvient à faire reconnaître son épouse folle et convainc l'empereur François-Joseph de la faire enfermer dans un hôpital psychiatrique. Tandis que Louise est internée à la maison de santé de Döbling, près de Vienne, Geza Mattachich est accusé de faux en écriture sur des traites qu'il aurait signées et incarcéré à Agram, puis après que sa sentence a été prononcée, le 22 décembre 1898, au pénitencier militaire de Möllersdorf en Basse-Autriche.
Geza Mattachich, gracié après quatre ans de détention, publie en janvier 1904, à Leipzig, ses mémoires intitulés Folle par raison d'État, véritable plaidoyer en faveur de la libération de la princesse Louise. Mettant son plan à exécution, Geza réussit à faire évader la princesse alors en cure thermale à Bad Elster, en Saxe, où la surveillance est plus relâchée. Ils poursuivent leur relation dans divers lieux en Europe. Le divorce de la princesse Louise est prononcé en 1906. Ses enfants se détournent d'elle.
Lorsque la guerre éclate en 1914, Louise et Géza résident dans leurs appartements du Parkhôtel à Vienne-Hietzing. Jusqu'en août 1916, le couple vit à Munich, sans subir trop de privations, mais ensuite, les ressources financières s'amenuisent. Le 25 août 1916, Geza est arrêté à l'instigation du gouvernement autrichien qui le soupçonne, en tant que sujet croate, de conspiration contre l'Empire. Il est envoyé dans un camp, non loin de Budapest.
Après l'armistice, les biens belges de Louise sont mis sous séquestre car elle est considérée comme hongroise par l'État belge. Le couple mène une existence apatride. Lors d'un séjour clandestin à Paris, Geza meurt le 29 septembre 1923 à la suite d'urémie aggravée par une pathologie cardiaque, dans le modeste hôtel où le couple séjournait au 6 avenue Matignon. Il est inhumé au cimetière des Batignolles.